# Gaetano Rossini
Gaetano Rossini (Bari, 5 marzo 1796 – 4 gennaio 1890) è stato un arcivescovo cattolico italiano.

## Biografia
Nacque a Bari il 5 marzo 1796.
Fu rettore del seminario di Bari e cantore della Chiesa di Bari.
Il 3 febbraio 1855 fu nominato arcivescovo metropolita di Acerenza e arcivescovo di Matera da papa Pio IX. Ricevette la consacrazione episcopale il 25 marzo seguente per l'imposizione delle mani del cardinale Girolamo d'Andrea, prefetto della Congregazione dell'Indice dei libri proibiti, co-consacranti l'arcivescovo Louis de Sainte Thérèse Martini ed il vescovo Urban Nikola Bogdanović. 
Nel 1856 fece aprire ad Acerenza un educandato femminile.
Nel 1860 abbandonò Acerenza a causa dei moti politici e si ritirò a Napoli.
Nel 1867 fu nominato vescovo di Molfetta, Giovinazzo e Terlizzi da papa Pio IX.
Morì il 4 gennaio 1890.

## Genealogia episcopale
La genealogia episcopale è:
- Cardinale Scipione Rebiba
- Cardinale Giulio Antonio Santori
- Cardinale Girolamo Bernerio, O.P.
- Arcivescovo Galeazzo Sanvitale
- Cardinale Ludovico Ludovisi
- Cardinale Luigi Caetani
- Cardinale Ulderico Carpegna
- Cardinale Paluzzo Paluzzi Altieri degli Albertoni
- Papa Benedetto XIII
- Papa Benedetto XIV
- Papa Clemente XIII
- Cardinale Marcantonio Colonna
- Cardinale Giacinto Sigismondo Gerdil, B.
- Cardinale Giulio Maria della Somaglia
- Cardinale Luigi Lambruschini, B.
- Cardinale Girolamo d'Andrea
- Arcivescovo Gaetano Rossini